# Classic (Album)
Classic (Eigenschreibweise CLA$$IC) ist ein Kollaboalbum der beiden Rapper Bushido und Shindy. Es erschien am 6. November 2015 über die Labels Ersguterjunge und Sony Music als Standard-Edition und Box-Set, inklusive zwei Bonussongs, Instrumentals, A cappellas, Textbuch, T-Shirt, Poster und Musikkassette.

## Produktion
Das Album wurde von Bushido und Shindy selbst sowie den Musikproduzenten Beatzarre und Djorkaeff produziert.

## Covergestaltung
Das Albumcover zeigt ein Schwarz-weiß-Foto des Models Sydney LaFaire, die Ketten vor dem Gesicht trägt und mit der rechten Hand den Buchstaben C formt. Im oberen Teil des Bildes befinden sich die weißen Schriftzüge Bushido & Shindy sowie CLA$$IC. Alle Schriftzüge auf dem Album, unter anderem der Titel selbst, sowie die Titelliste auf der Rückseite, zeigen als stilistisches Merkmal nur die untere Hälfte der Buchstaben.

## Gastbeiträge
Auf drei bzw. vier Liedern des Albums sind neben Bushido und Shindy andere Künstler vertreten. So hat der Rapper Marteria einen Gastauftritt beim Song Gravitation, während der Sänger Yasha den Refrain von Freier Fall nach oben singt. Der bei Bushido unter Vertrag stehende Rapper Ali Bumaye ist auf Über alles zu hören. Außerdem sind die Rapper Money Boy und Hustensaft Jüngling auf einem Hidden Track im Anschluss an den Bonussong Ist nicht alles vertreten.

## Nachfolger
Am 12. Juni 2024 bestätigten Bushido und Shindy, dass sie an einem Nachfolger des Albums mit dem Titel Classic 2 arbeiten. Bushido gab bekannt, dass beide Künstler großes Interesse an dem Projekt haben und bereits erste Vorbereitungen getroffen wurden. Ein konkreter Veröffentlichungstermin wurde jedoch noch nicht genannt.

## Titelliste
| #  | Titel                 | Gastmusiker | Produzent                                                               | Länge |
| -- | --------------------- | ----------- | ----------------------------------------------------------------------- | ----- |
| 1  | Brot brechen          |             | Bushido, Shindy, Djorkaeff, Beatzarre, Nico Wellenbrink, Jeremia Anetor | 2:48  |
| 2  | CLA$$IC               |             | Bushido, Shindy, Djorkaeff, Beatzarre                                   | 3:36  |
| 3  | G$D                   |             | Bushido, Shindy, Djorkaeff, Beatzarre                                   | 3:09  |
| 4  | Megalomanie           |             | Bushido, Shindy, Djorkaeff, Beatzarre                                   | 4:07  |
| 5  | Gravitation           | Marteria    | Bushido, Shindy, Djorkaeff, Beatzarre                                   | 3:34  |
| 6  | $onny                 |             | Bushido, Shindy, Djorkaeff, Beatzarre                                   | 1:23  |
| 7  | Verlieren hassen      |             | Bushido, Shindy, Djorkaeff, Beatzarre                                   | 3:04  |
| 8  | FAZ                   |             | Bushido, Shindy, Djorkaeff, Beatzarre                                   | 3:04  |
| 9  | Adel                  |             | Bushido, Shindy, Djorkaeff, Beatzarre                                   | 4:11  |
| 10 | $hindy                |             | Bushido, Shindy, Djorkaeff, Beatzarre                                   | 1:43  |
| 11 | Freier Fall nach oben | Yasha       | Bushido, Shindy, Djorkaeff, Beatzarre, Yasha                            | 4:21  |
| 12 | Rap leben             |             | Bushido, Shindy, Djorkaeff, Beatzarre                                   | 2:56  |
| 13 | Glänzen               |             | Bushido, Shindy, Djorkaeff, Beatzarre                                   | 3:23  |
| 14 | Über alles            | Ali Bumaye  | Bushido, Shindy, Djorkaeff, Beatzarre                                   | 3:36  |

Bonussongs des Box-Sets:
| #  | Titel           | Gastmusiker                       | Produzent                             | Länge |
| -- | --------------- | --------------------------------- | ------------------------------------- | ----- |
| 15 | Mama weiß auch  |                                   | Bushido, Shindy, Djorkaeff, Beatzarre | 3:13  |
| 16 | Ist nicht alles | Money Boy und Hustensaft Jüngling | Bushido, Shindy, Djorkaeff, Beatzarre | 5:27  |

+ Instrumentals und A cappellas

## Vermarktung
Im Vorfeld des Albums wurden Musikvideos zu den Liedern Brot brechen, G$D und CLA$$IC veröffentlicht. Außerdem erschien der Song Rap leben auf der Juice CD #132. Am Releasetag erschien zudem ein Musikvideo zu Adel, welches jedoch nur die erste Hälfte des Liedes zeigt.

## Rezeption

### Kritiken
| Professionelle Bewertungen | Professionelle Bewertungen |
| -------------------------- | -------------------------- |
| Kritiken                   |                            |
| Quelle                     | Bewertung                  |
| laut.de                    | [ 5 ]                      |
| Backspin                   | [ 6 ]                      |
| rappers.in                 | [ 7 ]                      |

Auf Hiphop.de diskutierten die beiden Redakteure Aria Nejati und Jonas Lindemann über das Album:
Nejati erinnere das Album „in jeder Phase an etwas schon Dagewesenes“ und klinge wie eine Persiflage des Albums Watch The Throne von Jay-Z und Kanye West. Er hätte sich für CLA$$IC „eine dunklere, konsequentere Herangehensweise“ gewünscht. Besonders Shindy brauche „für sein Haute Couture-Braggadocio gar keine nervig-schmetternden Trompeten und seltsam-experimentelle Arrangements“.
Für Lindemann dagegen hat das Album den „Klassiker-Anspruch erfüllt“. Er habe an der Platte größtenteils „nichts auszusetzen“, denn die Produzenten Bushido, Shindy, Djorkaeff und Beatzarre hätten für ihn „stark abgeliefert“. Positiv heben beide Kritiker die Songs Glänzen und Verlieren Hassen hervor.
Die Internetseite laut.de bewertete das Album mit zwei von möglichen fünf Punkten und kritisierte u. a., dass Bushido raptechnisch nicht mit Shindy mithalten könne:

„Bushido wirkt auf ‚CLA$$IC‘ […] zeitweise wie ein unbeholfener Verteidiger, der sich nicht anders zu helfen weiß, als den gegnerischen Stürmer mit Blutgrätsche von den Beinen zu holen. Eigentlich nicht schlimm, dass Bushido immer mal wieder von den Produktionen überfordert scheint und neben dem Takt flowt. Technische Versiertheit gehörte bekanntlich noch nie zu seinen Stärken, viel eher zeichnet den Berliner seit jeher eine unnachahmliche Attitüde aus, wie er auf ‚Sonny Black‘ zum wiederholten Mal bewies. Davon bleibt aber auf ‚CLA$$IC‘ wenig übrig, zu sehr zirkulieren die beiden Protagonisten thematisch um sich selbst und ihren Kontostand. […] Das ‚Watch The Throne‘-Gefühl, dass da irgendwie mehr drin gewesen wäre, degradiert ‚CLA$$IC‘ zu einem in Anbetracht ihrer Protagonisten überraschend egalen Album.“

Die Internetseite rap.de lobte die gute Produktion von CLA$$IC, wogegen die Textinhalte mitunter als schwach bezeichnet wurden:

„Lyrisch elegant, inhaltlich jedoch plätschert das Album recht ereignislos vor sich hin, aber weltbewegende Inhalte sind hier ohnehin nicht der Knackpunkt. Der unumstrittene Star des Albums sind die Hochglanz-Produktionen, die das Duo gemeinsam mit Djorkaeff und Beatzarre aus dem Boden gestampft hat. Jeder einzelne Beat strahlt nur so vor Highsociety-Glamour, klingt nach dem Soundtrack strenggeheimer Treffen einer okkulten Machtelite im Fackelschein, zu dick und pompös aufgetragen wird aber nie. […] Es ist einfach ein wohlklingendes Album, das einen erwähnenswert eigenständigen und hochwertigen Sound aufweist, nach einigen Malen des Hörens wird es bei mir aber wohl in der Versenkung verschwinden.“

### Chartplatzierungen
CLA$$IC stieg sowohl in den deutschen, als auch in den österreichischen und Schweizer Albumcharts auf Platz 1 ein. In den deutschen Jahrescharts 2015 belegte der Tonträger Rang 20.
| ChartsChartplatzierungen | Höchstplatzierung | Wochen |
| ------------------------ | ----------------- | ------ |
| Deutschland (GfK)        | 1 (11 Wo.)        | 11     |
| Österreich (Ö3)          | 1 (10 Wo.)        | 10     |
| Schweiz (IFPI)           | 1 (10 Wo.)        | 10     |

| ChartsJahrescharts (2015) | Platzierung |
| ------------------------- | ----------- |
| Deutschland (GfK)         | 20          |
| Österreich (Ö3)           | 35          |
| Schweiz (IFPI)            | 22          |

### Auszeichnungen für Musikverkäufe
| Land/Region        | Auszeichnungen für Musikverkäufe (Land/Region, Auszeichnung, Verkäufe) | Verkäufe |
| ------------------ | ---------------------------------------------------------------------- | -------- |
| Deutschland (BVMI) | Gold                                                                   | 100.000  |
| Österreich (IFPI)  | Gold                                                                   | 7.500    |
| Schweiz (IFPI)     | Gold                                                                   | 10.000   |
| Insgesamt          | 3× Gold ·                                                              | 117.500  |